# قائمة نواب رئيس وزراء دولة الإمارات العربية المتحدة
نائب رئيس وزراء دولة الإمارات العربية المتحدة هو منصب في الحكومة الاتحادية لدولة الإمارات العربية المتحدة لنائب رئيس الوزراء.
النائب الأول لرئيس مجلس الوزراء هو الشيخ حمدان بن راشد آل مكتوم الذي تولى منصبه في 9 ديسمبر 1971، وترك منصبه في 23 ديسمبر 1973 وخلفه الشيخ خليفة بن زايد آل نهيان. جميع نواب رئيس الوزراء منذ حمدان بن محمد آل نهيان خدموا في جزء من ولايتهم مع نائب واحد على الأقل. يوجد حاليًا ثلاثة نواب لرئيس وزراء دولة الإمارات العربية المتحدة وهم منصور بن زايد آل نهيان وسيف بن زايد آل نهيان وكلاهما تولى منصبهما في 10 مايو 2009، ومكتوم بن محمد آل مكتوم الذي تولى منصبه في 25 سبتمبر 2021.
نواب رئيس الوزراء هم أعضاء في مجلس الوزراء، الذي يجتمع مرة واحدة في الأسبوع في العاصمة أبوظبي.

## القائمة
| #  | الاسم (الميلاد–الوفاة)                   | المنصب          | المنصب          | المنصب             | رئيس الوزراء |
| #  | الاسم (الميلاد–الوفاة)                   | تولى المنصب     | ترك المنصب      | المدة              | رئيس الوزراء |
| -- | ---------------------------------------- | --------------- | --------------- | ------------------ | --- |
| 1  | حمدان بن راشد آل مكتوم (1945-2021)       | 9 ديسيمبر 1971  | 23 ديسيمبر 1973 | 2 سنوات و14 أيام   | مكتوم بن راشد آل مكتوم |
| 2  | خليفة بن زايد آل نهيان (1948-2022)       | 23 ديسيمبر 1973 | 20 ديسيمبر 1977 | 3 سنوات و362 أيام  | مكتوم بن راشد آل مكتوم |
| 3  | حمدان بن محمد آل نهيان (العقد 1930-1989) | 20 ديسيمبر 1977 | 11 أكتوبر 1989  | 11 سنوات و295 أيام | مكتوم بن راشد آل مكتوم (حتى 30 أبريل 1979) راشد بن سعيد آل مكتوم                                                                     |
| 4  | مكتوم بن راشد آل مكتوم (1949-2006)       | 30 أبريل 1979   | 7 أكتوبر 1990   | 11 سنوات و160 أيام | راشد بن سعيد آل مكتوم |
| 5  | سلطان بن زايد آل نهيان (1955-2019)       | 7 أكتوبر 1990   | 10 مايو 2009    | 18 سنوات و215 أيام | مكتوم بن راشد آل مكتوم (حتى 4 يناير 2006) شاغر (4 يناير 2006 - 10 فبراير 2006) محمد بن راشد آل مكتوم                                 |
| 6  | حمدان بن زايد آل نهيان (1963-)           | 25 مارس 1997    | 10 مايو 2009    | 12 سنوات و46 أيام  | مكتوم بن راشد آل مكتوم (حتى 4 يناير 2006) شاغر (4 يناير 2006 - 10 فبراير 2006) محمد بن راشد آل مكتوم (10 فبراير 2006 - 10 مايو 2009) |
| 7  | منصور بن زايد آل نهيان (1970-)           | 10 مايو 2009    | في المنصب       | 15 سنوات و341 أيام | محمد بن راشد آل مكتوم |
| 8  | سيف بن زايد آل نهيان (1968-)             | 10 مايو 2009    | في المنصب       | 15 سنوات و341 أيام | محمد بن راشد آل مكتوم |
| 9  | مكتوم بن محمد آل مكتوم (1983-)           | 25 سبتمبر 2021  | في المنصب       | 3 سنوات و203 أيام  | محمد بن راشد آل مكتوم |
| 10 | حمدان بن محمد آل مكتوم (1982-)           | 14 يوليو 2024   | في المنصب       | 276 أيام           | محمد بن راشد آل مكتوم |
| 11 | عبدالله بن زايد آل نهيان (1972-)         | 14 يوليو 2024   | في المنصب       | 276 أيام           | محمد بن راشد آل مكتوم |